# Tríptico del entierro de Cristo
El entierro de Cristo o Tríptico Seilern, fechado en 1410-15 o según otros 1420-25, es una de las obras destacadas de Robert Campin, conocido como el Maestro de Flémalle y la más antigua conservada, en un estilo todavía gótico. Es el primero de los únicamente dos trípticos conservados intactos del maestro; el tríptico está planteado como un único paisaje donde suceden simultáneamente tres estaciones del ciclo de la Pasión separadas en el tiempo: el Descendimiento en el panel de la izquierda, el Entierro como tema central y la Resurrección en el panel derecho.
Campin fue uno de los primeros grandes maestros de los primitivos flamencos, aunque famoso y con éxito en vida por su innovador uso del óleo y la perspectiva, fue olvidado tras su muerte y durante los siguientes siglos. Fue redescubierto a finales del siglo XIX, y desde entonces ha sido descrito como "uno de los grandes pintores religiosos del siglo XV". Aunque la vida de Campin está relativamente bien documentada para la época, no se han conservado registros de esta comisión, que con sus 60 x 48,9 cm es demasiado pequeño para haber funcionado como retablo de iglesia, siendo destinado probablemente a la devoción privada. La obra lleva el nombre de su antiguo propietario, el conde de Seilern, quien lo legó al Instituto Cortauld de Londres a su muerte en 1978.
No hay pinturas por el exterior, aunque originalmente pudo tenerlas. Los paneles interiores muestran un fondo dorado de pan de oro, con enredaderas en relieve y grosellas pintadas de rojo, ambas símbolos del vino eucarístico. Deben seguirse de izquierda a derecha, mostrando la crucifixión, entierro y resurrección cada uno enfatizando un espacio pictórico: el primer plano y fondo el primero, el primer plano el segundo, y el plano medio el tercero.
El panel izquierdo muestra más bien el momento tras la crucifixión, la cruz está vacía y con la escalera apoyada en ella, los ladrones siguen vivos y colgados retorciéndose en sus cruces, la colina del Gólgota está apenas esbozada y carece de perspectiva. El donante se arrodilla orante en primer plano, solo, sin la habitual presencia mediadora de su santo patrón. El que aparezca ante la cruz vacía es muy inusual, pero tal vez indique la devoción del comitente por la Vera Cruz. Lleva un chal rojo sobre los hombros, color asociado a Cristo resucitado, y una banderola sale de su boca.
En el panel central, el autor aprovecha para incorporar iconográficamente los instrumentos de la Pasión y la crucifixión de Cristo, una estación anterior dentro del Vía Crucis, en manos de los dos ángeles que flotan arriba. El autor incluye también un número considerable de personajes; lo hace con una riqueza cromática que ayuda a estructurar los diferentes planos y conseguir un cierto orden dentro de la densidad, una característica que inspiraría a su discípulo Van der Weyden como se observa en su obra, El descendimiento de la Cruz. Cristo yace sobre la tapa del sarcófago como víctima de sacrificio sobre un altar, mientras un semicírculo de dolientes entristecidos miran como le acomodan en el sudario José de Arimatea, sujetando la cabeza, y Nicodemo, las piernas, dos figuras similares a las de la Presentación en el Templo de Melchior Broederlam. María se inclina a besar a su hijo sostenida por Juan, con Verónica tras ella, mientras María Magdalena aplica ungüentos a los pies de Jesús. Dos ángeles de pie los flanquean, uno con prendas litúrgicas secándose las lágrimas y el otro con una lanza, otra alusión a la crucifixión al igual que la esponja que sujeta el primero, mira hacia abajo al donante a la izquierda, uniendo la narrativa y los paneles.
En el panel de la derecha, Jesús resucitado sale de la tumba ante el ángel arrodillado que ha abierto el sepulcro, y mientras bendice sostiene el báculo cruciforme. Los soldados enviados por Pilatos para vigilar la tumba y evitar el robo del cuerpo, yacen dormidos a sus pies.